# メジロファントム
メジロファントム（Mejiro Phantom、1975年5月1日 - 2004年12月11日）は、日本の競走馬、誘導馬。主な勝ち鞍に1979年の東京新聞杯、1982年の目黒記念があるほか、八大競走で2着3回の成績を残している。

## 経歴

### 出生
1975年生まれの「メジロ」の馬には航空機の愛称が命名されており、ファントムは当時の西側諸国が多く採用していた戦闘機F-4の愛称で、F-4の正式なニックネームは「ファントムII」。同期でメジロパーマーの父としても知られるメジロイーグルは、F-15戦闘機の愛称「イーグル」から採られている。phantomは英語で「幽霊」の意味を持っていた事から「オバケ戦闘機」・「幽霊戦闘機」のニックネームとなった。父ロンバードは現役時にイギリスで走って4勝を挙げた後、大レースに強いリボー系の血統が魅力で輸入された。他の代表産駒には阪神で行われた日経新春杯を勝ち、天皇賞（春）で2着に入ったメジロトランザム、目黒記念・日経賞を勝ったメジロフルマー、中山大障害（春）を勝ったパンフレットなどがいる。母メジロハリマは現役時に12戦1勝と目立った成績を残せず、引退後はメジロ牧場から預託で吉田堅牧場に入ったが、その第2仔として生まれたのがメジロファントムである。

### 競走馬時代
1977年（3歳）12月に中山芝1200mの新馬戦でデビューし、初戦こそ7着に終わったものの、2週間後に行われた折り返しの新馬戦では10馬身差の圧勝で初勝利を挙げる。年が明けて1978年（4歳）は初重賞挑戦となる京成杯から始動し、直線で後方より鋭く追い込み、当時「関東一番手」と目されていたタケデンにハナ差の2着。一躍クラシック戦線の主役の一頭に躍り出たが、次走の東京4歳Sでは初めて1番人気に支持されるも、サクラショウリ・ファンタストのアタマ差の接戦から遅れて4着。続く弥生賞では7頭中5番人気と評価を落とし、またもファンタスト・サクラショウリの3着と勝ち切れないレースが続き、クラシックを前に右トウ骨を骨折して8ヶ月半の休養に入ってしまう。11月に菊花賞から2週間経った後の白富士賞（700万下）で復帰すると人気に応えて楽勝し、推薦により有馬記念に初挑戦したが、15頭立ての14番人気で13着と惨敗。2番人気のホクトボーイ、ヤマブキオーには先着している。
1979年（5歳）は始動戦の金杯（東）でシービークロスの2着に入り、次走の東京新聞杯で初重賞制覇。幸先の良いスタートを決めたが、中山記念・ダイヤモンドSは2、1番人気で5、6着と裏切る。ダイヤモンドSでのレースぶりから長距離の適性に疑問が持たれたこともあり、天皇賞（春）は回避、京王杯SHでも1番人気で3着と敗れた。その後はデビュー以来手綱を任されていた宮田仁から横山富雄に交代し、関西初遠征で臨んだ第20回宝塚記念は直線で後方から追い込むも5着に終わる。高松宮杯はネーハイジェット・バンブトンコートの3着に入り、夏には初めて北海道シリーズに参戦。巴賞が1番人気で5着、函館記念が4着であった。秋は9月にサファイヤステークス（1200万下）を勝ち、目黒記念（秋）で4着、初挑戦となった天皇賞（秋）では最後の直線で郷原洋行騎乗のスリージャイアンツと併せ馬の形となったのも裏目となりハナ差惜敗。次走の有馬記念でも、カネミノブで連覇を狙った加賀武見にインターフェアでは無いかと訴えられる程のアグレッシブな騎乗も、これが引退レースのグリーングラスには通じず、再びハナ差惜敗に終わった。
その後は右後肢管骨骨折により長期休養を余儀なくされるが、1980年（6歳）に毎日王冠で復帰し、1番人気に支持されるも6着と掲示板を外す。10月に不良馬場で行われた東京のオープンでスイートネイティブの3着に入るが、天皇賞（秋）はプリテイキャストの大逃げに不覚を取り、カツラノハイセイコ・ホウヨウボーイらには先着したものの7馬身差の2着。1番人気での出走となった有馬記念では、失速したプリテイキャストの鞭が見せ鞭となるアクシデントもあり、追い比べの末にホウヨウボーイの4着敗退に終わった。
1981年（7歳）は始動戦のAJCCでホウヨウボーイの3着に入るが、目黒記念（春）は1番人気に推されるも59kgの斤量で9着。西下してサンケイ大阪杯に出走し、サンシードールの逃げ切りを許す4着であったが、カツラノハイセイコに2度目の先着を果たした。初挑戦の天皇賞（春）は直線で一旦は先頭に立ったが、内からカツラノハイセイコ、外からはカツアールに交わされて3着。2年ぶり2度目の宝塚記念もカツアールの3着であった。高松宮杯では河内洋が騎乗したが、ハギノトップレディの5着。毎日王冠からは横山の手綱に戻り、ジュウジアロー・アンバーシャダイと接戦を繰り広げて3着。3年連続挑戦の天皇賞（秋）は7着と同競走で初めて掲示板を外し、第1回ジャパンカップでは外国馬に全く歯が立たず11着。4年連続挑戦の有馬記念は12番人気まで人気を落として10着に終わり、この競走が横山にとってメジロファントムに騎乗した最後のレースとなった。いずれも見せ場すら作れずに秋を終え、1982年（8歳）には3度目の骨折を負う。この時は完治すら危ぶまれるほどの重傷であったが、関係者の懸命な治療もあって不死鳥の如く復活。5歳時以来となる函館のUHB杯が復帰戦となり、的場均との新コンビで3着であった。毎日王冠、天皇賞（秋）は郷原洋行の騎乗で8着、6着。的場に戻った目黒記念（秋）では直線半ばで差し切り、3年2ヶ月ぶりの勝利と2度目の重賞制覇を成し遂げるが、結局これが自身最後の勝利となった。
5年連続挑戦の有馬記念は10着。5年連続出走は1970年のスピードシンボリに並び、その後は1995年にナイスネイチャが達成。コスモバルクが2009年に6年連続出走するまでは最多連続出走記録であった。
1983年（9歳）は2年ぶりにAJCCから始動し、アンバーシャダイの3着に入って健在ぶりを示す。秋春制覇を狙った目黒記念（春）は7着に終わるが、サンケイ大阪杯5着、天皇賞（春）4着と掲示板に入る健闘を見せる。2年ぶり3度目の宝塚記念は8着に終わり、このレースを最後に引退。

### 誘導馬時代
引退後は種牡馬試験を受けたものの、精虫数の不足が判明して種牡馬になれず、中央競馬会に寄贈されて東京競馬場において誘導馬の業務に従事する使役馬となった。通常、誘導馬は芦毛や尾花栗毛といった色彩の美しい馬が務めるものだが、メジロファントムは鹿毛ながらも風格ある姿勢で誘導馬を勤め上げ、競走馬時代の知名度もあって、東京競馬場の誘導馬の中でも有名であった。
1995年に高齢のため、自身も勝利経験のある目黒記念を最後に誘導馬を引退。当日は誘導馬であるにもかかわらずパドックに登場し、ファンは彼の2回目の引退を惜しんだ。

### 誘導馬引退後
誘導馬からも引退した後は、功労馬として北海道のJRA日高育成牧場で余生を過ごしていたが、2004年12月11日に老衰のため死亡した。29歳没。

## 競走成績
| 競走日 | 競走日 | 競走日 | 競馬場 | 競走名            | 頭 数 | 馬 番 | 人気 | 着順 | 騎手     | 斤量 [kg] | 距離（馬場）  | タイム | 着差      | 1着馬（2着馬）       |
| ------ | ------ | ------ | ------ | ----------------- | ----- | ----- | ---- | ---- | -------- | --------- | ------------- | ------ | --------- | -------------------- |
| 1977   | 12.    | 4      | 中山   | 3歳新馬           | 17    | 9     | 4人  | 07着 | 宮田仁   | 53        | 芝1200m（良） | 1.13.9 | -0.5秒    | ベニバナビゼン       |
|        | 12.    | 18     | 中山   | 3歳新馬           | 13    | 5     | 3人  | 01着 | 宮田仁   | 53        | 芝1600m（良） | 1.37.4 | 10馬身    | （スカイフレンド）   |
| 1978   | 1.     | 15     | 東京   | 京成杯            | 7     | 5     | 5人  | 02着 | 宮田仁   | 54        | 芝1600m（良） | 1.37.1 | -0.0秒    | タケデン             |
|        | 2.     | 12     | 東京   | 東京4歳S          | 6     | 2     | 1人  | 04着 | 宮田仁   | 55        | 芝1800m（稍） | 1.51.2 | -0.8秒    | サクラショウリ       |
|        | 3.     | 5      | 中山   | 弥生賞            | 7     | 5     | 5人  | 03着 | 宮田仁   | 55        | 芝1800m（稍） | 1.52.0 | -0.3秒    | ファンタスト         |
|        | 11.    | 25     | 東京   | 白富士賞          | 13    | 4     | 1人  | 01着 | 宮田仁   | 54        | 芝1600m（良） | 1.36.5 | 2 1/2馬身 | （ヒロオチカラ）     |
|        | 12.    | 17     | 中山   | 有馬記念          | 15    | 2     | 14人 | 13着 | 宮田仁   | 54        | 芝2500m（良） | 2.34.7 | -1.3秒    | カネミノブ           |
| 1979   | 1.     | 5      | 東京   | 金杯（東）        | 16    | 6     | 4人  | 02着 | 宮田仁   | 54        | 芝2000m（良） | 2.00.7 | -0.1秒    | シービークロス       |
|        | 2.     | 2      | 中山   | 東京新聞杯        | 18    | 10    | 2人  | 01着 | 宮田仁   | 55        | 芝2000m（重） | 2.06.6 | 3/4馬身   | （ニッショウキング） |
|        | 3.     | 11     | 中山   | 中山記念          | 14    | 2     | 2人  | 05着 | 宮田仁   | 55        | 芝1800m（良） | 1.49.8 | -0.5秒    | カネミカサ           |
|        | 4.     | 1      | 中山   | ダイヤモンドS     | 7     | 3     | 1人  | 06着 | 宮田仁   | 56        | 芝3200m（良） | 3.21.5 | -0.3秒    | スリージャイアンツ   |
|        | 4.     | 22     | 東京   | 京王杯スプリングH | 9     | 3     | 1人  | 03着 | 宮田仁   | 57        | 芝1800m（良） | 1.48.0 | -0.1秒    | ゴールデンボート     |
|        | 6.     | 3      | 阪神   | 宝塚記念          | 13    | 4     | 8人  | 05着 | 横山富雄 | 55        | 芝2200m（良） | 2.12.8 | -0.4秒    | サクラショウリ       |
|        | 6.     | 24     | 阪神   | 高松宮杯          | 9     | 7     | 2人  | 03着 | 横山富雄 | 56        | 芝2000m（良） | 2.00.2 | -0.4秒    | ネーハイジェット     |
|        | 8.     | 5      | 函館   | 巴賞              | 9     | 2     | 1人  | 05着 | 横山富雄 | 56        | 芝1800m（重） | 1.51.5 | -0.5秒    | インターチャイム     |
|        | 8.     | 19     | 函館   | 函館記念          | 11    | 3     | 2人  | 04着 | 横山富雄 | 57        | 芝2000m（良） | 2.00.3 | -1.3秒    | エンペラーエース     |
|        | 9.     | 29     | 東京   | サファイヤS       | 13    | 6     | 1人  | 01着 | 横山富雄 | 56        | 芝2000m（不） | 2.03.8 | -0.2秒    | （ミスカブラヤ）     |
|        | 11.    | 4      | 東京   | 目黒記念（秋）    | 10    | 10    | 3人  | 04着 | 横山富雄 | 57        | 芝2500m（稍） | 2.33.0 | -0.3秒    | シービークロス       |
|        | 11.    | 25     | 東京   | 天皇賞（秋）      | 13    | 3     | 8人  | 02着 | 横山富雄 | 58        | 芝3200m（不） | 3.33.5 | -0.0秒    | スリージャイアンツ   |
|        | 12.    | 16     | 中山   | 有馬記念          | 16    | 12    | 6人  | 02着 | 横山富雄 | 56        | 芝2500m（良） | 2.35.4 | -0.0秒    | グリーングラス       |
| 1980   | 9.     | 21     | 東京   | 毎日王冠          | 11    | 1     | 1人  | 06着 | 横山富雄 | 56        | 芝2000m（重） | 2.02.5 | -1.0秒    | カネミノブ           |
|        | 10.    | 25     | 東京   | オープン          | 5     | 5     | 2人  | 03着 | 横山富雄 | 57        | 芝1800m（不） | 1.54.6 | -0.9秒    | スイートネイティブ   |
|        | 11.    | 23     | 東京   | 天皇賞（秋）      | 11    | 2     | 4人  | 02着 | 横山富雄 | 58        | 芝3200m（重） | 3.29.2 | -1.1秒    | プリテイキャスト     |
|        | 12.    | 21     | 中山   | 有馬記念          | 12    | 1     | 1人  | 04着 | 横山富雄 | 56        | 芝2500m（良） | 2.34.2 | -0.5秒    | ホウヨウボーイ       |
| 1981   | 1.     | 18     | 中山   | AJCC              | 10    | 8     | 2人  | 03着 | 横山富雄 | 57        | 芝2500m（良） | 2.38.1 | -1.2秒    | ホウヨウボーイ       |
|        | 2.     | 25     | 東京   | 目黒記念（春）    | 14    | 10    | 1人  | 09着 | 横山富雄 | 59        | 芝2500m（良） | 2.35.4 | -1.2秒    | キタノリキオー       |
|        | 4.     | 4      | 阪神   | サンケイ大阪杯    | 8     | 5     | 5人  | 04着 | 横山富雄 | 57        | 芝2000m（不） | 2.07.4 | -1.9秒    | サンシードール       |
|        | 4.     | 29     | 京都   | 天皇賞（春）      | 14    | 9     | 5人  | 03着 | 横山富雄 | 58        | 芝3200m（良） | 3.21.5 | -0.9秒    | カツラノハイセイコ   |
|        | 6.     | 7      | 阪神   | 宝塚記念          | 13    | 4     | 4人  | 03着 | 横山富雄 | 56        | 芝2200m（良） | 2.14.4 | -0.3秒    | カツアール           |
|        | 6.     | 28     | 中京   | 高松宮杯          | 10    | 10    | 2人  | 05着 | 河内洋   | 57        | 芝2000m（良） | 2.04.0 | -2.2秒    | ハギノトップレディ   |
|        | 10.    | 4      | 東京   | 毎日王冠          | 16    | 4     | 5人  | 03着 | 横山富雄 | 57        | 芝2000m（良） | 1.59.5 | -0.1秒    | ジュウジアロー       |
|        | 10.    | 25     | 東京   | 天皇賞（秋）      | 16    | 3     | 3人  | 07着 | 横山富雄 | 58        | 芝3200m（良） | 3.20.1 | -1.2秒    | ホウヨウボーイ       |
|        | 11.    | 22     | 東京   | ジャパンC         | 15    | 12    | 7人  | 11着 | 横山富雄 | 57        | 芝2400m（良） | 2.27.1 | -1.8秒    | メアジードーツ       |
|        | 12.    | 20     | 中山   | 有馬記念          | 16    | 12    | 12人 | 10着 | 横山富雄 | 56        | 芝2500m（良） | 2.37.6 | -2.1秒    | アンバーシャダイ     |
| 1982   | 9.     | 12     | 函館   | UHB杯             | 12    | 4     | 7人  | 03着 | 的場均   | 57        | 芝1700m（稍） | 1.43.5 | -0.3秒    | タケノダイヤ         |
|        | 10.    | 10     | 東京   | 毎日王冠          | 12    | 11    | 7人  | 08着 | 郷原洋行 | 59        | 芝2000m（稍） | 2.02.6 | -1.6秒    | キョウエイプロミス   |
|        | 10.    | 31     | 東京   | 天皇賞（秋）      | 14    | 3     | 10人 | 06着 | 郷原洋行 | 58        | 芝3200m（稍） | 3.18.7 | -0.8秒    | メジロティターン     |
|        | 11.    | 21     | 東京   | 目黒記念（秋）    | 13    | 10    | 4人  | 01着 | 的場均   | 58        | 芝2500m（良） | 2.36.4 | 3/4馬身   | スーパーサバンナ     |
|        | 12.    | 26     | 中山   | 有馬記念          | 15    | 15    | 11人 | 10着 | 的場均   | 56        | 芝2500m（重） | 2.37.8 | -1.1秒    | ヒカリデユール       |
| 1983   | 1.     | 14     | 中山   | AJCC              | 14    | 10    | 9人  | 03着 | 的場均   | 57        | 芝2500m（稍） | 2.35.5 | -0.1秒    | アンバーシャダイ     |
|        | 2.     | 20     | 東京   | 目黒記念（春）    | 9     | 2     | 7人  | 07着 | 的場均   | 59        | 芝2500m（稍） | 2.38.0 | -0.4秒    | トウショウゴッド     |
|        | 4.     | 3      | 阪神   | サンケイ大阪杯    | 8     | 1     | 6人  | 05着 | 的場均   | 57        | 芝2000m（良） | 2.03.6 | -0.3秒    | ヒカリデユール       |
|        | 4.     | 29     | 京都   | 天皇賞（春）      | 15    | 12    | 9人  | 04着 | 的場均   | 58        | 芝3200m（良） | 2.23.4 | -1.1秒    | アンバーシャダイ     |
|        | 6.     | 5      | 阪神   | 宝塚記念          | 13    | 2     | 7人  | 08着 | 的場均   | 56        | 芝2200m（良） | 2.14.7 | -2.6秒    | ハギノカムイオー     |

- タイム欄のRはレコード勝ちを示す。
- 競走名の太字は八大競走を示す。

## 血統表
| メジロファントムの血統           | メジロファントムの血統                       | メジロファントムの血統                     | （血統表の出典）                           | （血統表の出典） |
| 父系                             | リボー系                                     | リボー系                                   | リボー系                                   |                  |
| 父 *ロンバード Lombard 1968 鹿毛 | 父の父Ragusa 1960 鹿毛                       | Ribot                                      | Terenani                                   | Terenani         |
| 父 *ロンバード Lombard 1968 鹿毛 | 父の父Ragusa 1960 鹿毛                       | Ribot                                      | Romanella                                  |                  |
| 父 *ロンバード Lombard 1968 鹿毛 | 父の父Ragusa 1960 鹿毛                       | fanton                                     | Ambiorix                                   | Ambiorix         |
| 父 *ロンバード Lombard 1968 鹿毛 | 父の父Ragusa 1960 鹿毛                       | fanton                                     | Red Eye                                    |                  |
| 父 *ロンバード Lombard 1968 鹿毛 | 父の母Midnight Chimes 1962 鹿毛              | Princely Gift                              | Nasrullah                                  | Nasrullah        |
| 父 *ロンバード Lombard 1968 鹿毛 | 父の母Midnight Chimes 1962 鹿毛              | Princely Gift                              | Blue Gem                                   |                  |
| 父 *ロンバード Lombard 1968 鹿毛 | 父の母Midnight Chimes 1962 鹿毛              | Golden Footprints                          | Windsor Slipper                            | Windsor Slipper  |
| 父 *ロンバード Lombard 1968 鹿毛 | 父の母Midnight Chimes 1962 鹿毛              | Golden Footprints                          | Probity                                    |                  |
| 母 メジロハリマ 1967 栗毛        | 母の父*ネヴァービート Never Beat 1960 栃栗毛 | Never Say Die                              | Nasrullah                                  | Nasrullah        |
| 母 メジロハリマ 1967 栗毛        | 母の父*ネヴァービート Never Beat 1960 栃栗毛 | Never Say Die                              | Singing Grass                              |                  |
| 母 メジロハリマ 1967 栗毛        | 母の父*ネヴァービート Never Beat 1960 栃栗毛 | Bride Elect                                | Big Game                                   | Big Game         |
| 母 メジロハリマ 1967 栗毛        | 母の父*ネヴァービート Never Beat 1960 栃栗毛 | Bride Elect                                | Netherton Maid                             |                  |
| 母 メジロハリマ 1967 栗毛        | 母の母アサマユリ 1959 栗毛                   | ボストニアン                               | *セフト                                    | *セフト          |
| 母 メジロハリマ 1967 栗毛        | 母の母アサマユリ 1959 栗毛                   | ボストニアン                               | 神正                                       |                  |
| 母 メジロハリマ 1967 栗毛        | 母の母アサマユリ 1959 栗毛                   | トモエ                                     | 月友                                       | 月友             |
| 母 メジロハリマ 1967 栗毛        | 母の母アサマユリ 1959 栗毛                   | トモエ                                     | アスエ                                     |                  |
| 母系(F-No.)                      | アサマユリ系（アストニシメント系）(FN:7-c)   | アサマユリ系（アストニシメント系）(FN:7-c) | アサマユリ系（アストニシメント系）(FN:7-c) | [ § 2 ]          |
| 5代内の近親交配                  | Nasrullah 4×4、Nearco 5×5･5                  | Nasrullah 4×4、Nearco 5×5･5                | Nasrullah 4×4、Nearco 5×5･5                | [ § 3 ]          |
| 出典                             | 1. 2. 3.                                     | 1. 2. 3.                                   | 1. 2. 3.                                   | 1. 2. 3.         |